# Otto Sander
Otto Sander (ur. 30 czerwca 1941 w Hanowerze, zm. 12 września 2013 w Berlinie) – niemiecki aktor teatralny, filmowy i głosowy. 

## Życiorys

### Wczesne lata
Urodził się w Hanowerze jako syn oficera marynarki (flotylli). Dorastał w Peine i Kassel. Miał dwóch braci i siostrę. Jego ojciec miał wysokie stanowisko w Spinnfaser AG, późniejszym Enka-Betrieb w powiecie Bettenhausen. W 1961 roku zdał egzamin maturalny we Friedrichsgymnasium, a następnie w latach 1961-62 odbył służbę wojskową w niemieckiej marynarce wojennej jako chorąży marynarki. Pierwotnie chciał zostać reżyserem i w latach 1962-67 studiował na wydziale teatru, literatury niemieckiej, literatury, historii sztuki i filozofii na Uniwersytecie Ludwika i Maksymiliana w Monachium. W 1964 roku brał lekcje aktorstwa w Otto-Falckenberg-Schule w Monachium.

### Kariera
Występował w kabarecie Rationaltheater. W 1965 roku rozpoczął pracę aktorską w teatrze, początkowo w Duesseldorfer Kammerspiele, od 1967 roku we Freie Volksbuehne Berlin. W 1970 zaczął występować w berlińskim Schaubühne. Pojawiał się też w telewizyjnych adaptacjach sztuk teatralnych. 
W latach 90. zajął się także publiczną deklamacją poezji, między innymi wierszy Rilkego. Zagrał w filmach Blaszany bębenek (Die Blechtrommel, 1979) Volkera Schlöndorffa, Okręt (Das Boot, 1981) Wolfganga Petersena, Niebo nad Berlinem (Der Himmel über Berlin, 1987) i Tak daleko, tak blisko (In weiter Ferne, so nah!, 1993) Wima Wendersa.
Jego głos wciąż był słyszalny co noc jako komunikat powitalny w Bar jeder Vernunft w Berlinie.

### Życie prywatne
W 1971 roku ożenił się z aktorką Moniką Hanseną, która z poprzedniego związku miała syna Bena (ur. 1964) i córkę Meret (ur. 1969). 
W 2007 roku zachorował na raka przełyku. Zmarł 12 września 2013 w Berlinie. 

## Wybrana filmografia
- 1979: Blaszany bębenek (Die Blechtrommel), jako Meyn
- 1979: Tatort (odc. Mitternacht, oder kurz danach), jako Manfred Enders
- 1981: Okręt (Das Boot), jako kapitan porucznik Philipp Thomsen
- 1983: Miłość w Niemczech (Eine Liebe in Deutschland), jako narrator, ojciec Klausa
- 1986: Róża Luksemburg (Die Geduld der Rosa Luxemburg), jako Karl Liebknecht
- 1987: Niebo nad Berlinem (Der Himmel über Berlin), jako Cassiel
- 1994: Telefon 110 (Polizeiruf 110: Totes Gleis), jako Richard Lansky
- 1996: Zabójczy kondom (Kondom des Grauens), jako Pan Higgins
- 1998: Telefon 110 (Polizeiruf 110: Das Wunder von Wustermark), jako Richard Lansky
- 2000: Grinch: Świąt nie będzie, jako narrator
- 2000: Nędznicy (Les Misérables – Gefangene des Schicksals), jako Bienvenu
- 2005: Tatort (odc. Die Spieler), jako Otto Androsch
- 2006: Pachnidło, jako narrator w niemieckiej wersji dubbingu
- 2013: Jednostka specjalna „Dunaj” (SOKO Wien), jako Conrad Ribarski
- 2013: Telefon 110 (Polizeiruf 110: Vor aller Augen), jako Ludwig Stolze